# 伊賀郡
名張郡（日语：／ Nabari gun */?）為過去位於三重縣西部的郡，已於1896年4月1日與名張郡合併為名賀郡。
在1879年實施郡區町村編制法時的轄區包括現在的伊賀市的南半部地區及名張市東北部的部分地區。

## 歷史
過去在令制國時代屬於伊賀國，在江戶時代成為津藩的領地，19世紀末明治維新實施廢藩置縣後改隸屬津縣，1872年的第一次府縣整併中被併入安濃津縣，三個月後安濃津縣即更名為三重縣。
在1879年實施郡區町村編製法時，正式的設置了近代的行政區劃「伊賀郡」，並在名張郡梁瀨村（位於現在的名張市）設置「名張伊賀郡役所」，同時管轄名張郡和伊賀郡。

### 沿革

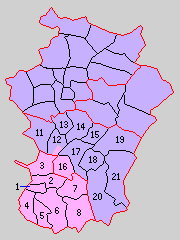
1889年名張郡轄下的行政區劃：
11.花垣村、12.古山村、13.豬田村、14.依那古村、15.比自岐村、16.美濃波多村、17.神戶村、18.阿保村、19.上津村、20.種生村、21.矢持村
（桃色：現屬名張市、紫色：現屬伊賀市、1 - 8屬名張郡）

- 1889年4月1日：實施町村制，伊賀郡則下設花垣村（日语：花垣村）、古山村（日语：古山村）、豬田村（日语：猪田村）、依那古村（日语：依那古村）、比自岐村（日语：比自岐村）、神戶村（日语：神戸村 (三重県名賀郡)）、美濃波多村（日语：美濃波多村）、阿保村（日语：阿保町）、上津村（日语：上津村 (三重県)）、種生村（日语：種生村）、矢持村（日语：矢持村）。（11村）
- 1896年4月1日：實施郡制（日语：郡制），名張郡和伊賀郡合併為名賀郡。[2]